# Шмартно-на-Похорю
Шмартно-на-Похорю (словен. Šmartno na Pohorju) — поселення в общині Словенська Бистриця, Подравський регіон‎, Словенія.